# Nazionale femminile di calcio delle Fær Øer
La nazionale femminile di calcio delle Fær Øer  è la rappresentativa calcistica femminile internazionale delle Fær Øer, gestita dalla locale federazione calcistica (FSF).
In base alla classifica emessa dalla FIFA il 16 dicembre 2024, occupa il 110º posto del FIFA/Coca-Cola Women's World Ranking.
Come membro dell'UEFA partecipa a vari tornei di calcio internazionali, come al Campionato mondiale FIFA, Campionato europeo UEFA ed ai tornei ad invito, come l'Algarve Cup, alla quale ha preso parte ad un'edizione.

## Storia

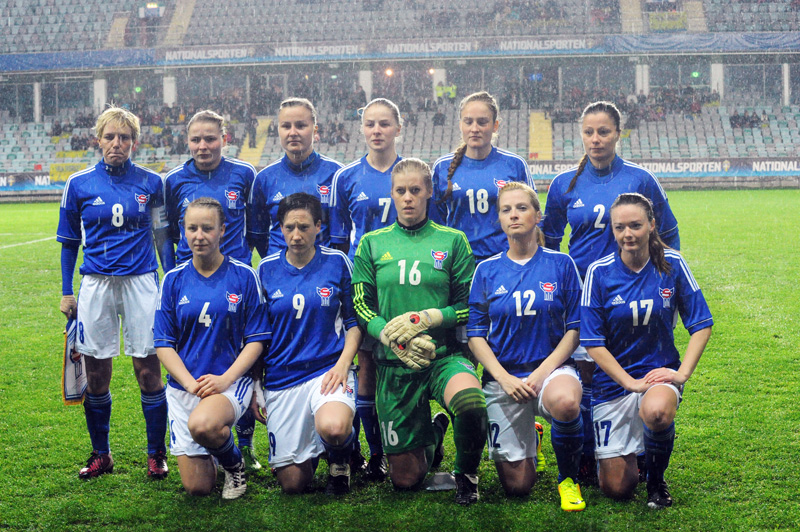
La formazione delle Fær Øer nella partita contro la Svezia il 31 ottobre 2013.

Nel 1979 venne costituita la federazione calcistica delle Fær Øer (FSF), mentre nel 1985 venne disputata la prima edizione del campionato nazionale femminile per club. Nel 1986 venne allestita una squadra nazionale femminile, che disputò due amichevoli contro l'Islanda, perdendo entrambe. La FSF divenne membro dell'UEFA il 2 luglio 1988, e membro della FIFA il 18 aprile 1990. Le prime partite ufficiali vennero disputate dalla nazionale faroese nel 1995 in occasione delle qualificazioni al campionato europeo 1997. La prima rete venne realizzata il 23 ottobre 1995 nella sconfitta 7-1 contro la Scozia, mentre due giorni dopo arrivò la prima vittoria della nazionale con l'1-0, in trasferta, sul Galles. Concluse, infine, il gruppo 5 della classe B delle qualificazioni all'ultimo posto.
La nazionale non prese parte alle due successive fasi di qualificazione al campionato europeo e non giocò partite ufficiali tra il 1996 e il 2004. Nello stesso periodo, una rappresentativa nazionale partecipò ai tornei di calcio degli Island Games, una manifestazione multisportiva biennale tra squadre provenienti da varie isole europee e altri piccoli territori. Vinse le tre edizioni alle quali prese parte, nel 2001, nel 2003 e nel 2005.
Nel 2006 tornò a giocare nelle qualificazioni al campionato europeo 2009, venendo eliminata al termine del turno preliminare. Nel 2010 venne invitata all'Algarve Cup, che concluse al dodicesimo ed ultimo posto. Nel 2013 arrivò anche la prima partecipazione alle qualificazioni al campionato mondiale; vincendo il proprio raggruppamento, ebbe accesso al turno principale delle qualificazioni UEFA. Nelle sue partecipazioni la nazionale delle Fær Øer non è riuscita a qualificarsi alle fasi finali né alle fasi play-off del campionato mondiale e del campionato europeo.

## Partecipazione ai tornei internazionali
Legenda: Grassetto: Risultato migliore, Corsivo: Mancate partecipazioni

## Record

### Record individuali
Dati aggiornati al 27 ottobre 2024; in grassetto le calciatrici ancora in attività.
| #  | Giocatore            | Periodo   | Pres. | Reti |
| -- | -------------------- | --------- | ----- | ---- |
| 1  | Heidi Sevdal         | 2006-     | 90    | 28   |
| 2  | Olga Kristina Hansen | 2006-2022 | 68    | 5    |
| 3  | Rannvá B. Andreasen  | 2004-2018 | 55    | 27   |
| 4  | Ásla Johannessen     | 2014-     | 55    | 6    |
| 5  | Eyðvør Klakstein     | 2012-     | 55    | 5    |
| 6  | Anna Sofía Sevdal    | 2010-2022 | 43    | 0    |
| 7  | Malena Josephsen     | 2004-2015 | 41    | 10   |
| 8  | Randi Wardum         | 2004-2014 | 38    | 0    |
| 9  | Birita Ryan          | 2020-     | 36    | 2    |
| 10 | Jensa Tórolvsdóttir  | 2020-     | 36    | 5    |

| #  | Giocatore            | Periodo   | Reti | Pres. | Reti/pr. |
| -- | -------------------- | --------- | ---- | ----- | -------- |
| 1  | Heidi Sevdal         | 2006-     | 28   | 90    | 0,31     |
| 2  | Rannvá B. Andreasen  | 2004-2018 | 27   | 55    | 0,49     |
| 3  | Malena Josephsen     | 2004-2015 | 10   | 41    | 0,24     |
| 4  | Ásla Johannessen     | 2014-     | 6    | 55    | 0,11     |
| 5  | Olga Kristina Hansen | 2006-2022 | 5    | 68    | 0,07     |
| 6  | Eyðvør Klakstein     | 2012-     | 5    | 55    | 0,09     |
| 7  | Jensa Tórolvsdóttir  | 2020-     | 5    | 36    | 0,14     |
| 8  | Milja Simonsen       | 2015-2018 | 4    | 20    | 0,2      |
| 9  | Mona Breckmann       | 2008-2011 | 3    | 11    | 0,27     |
| 10 | Vivian Bjartalíð     | 2004-2007 | 3    | 5     | 0,6      |

### Record di squadra
Il 28 novembre 2012, in occasione dell'amichevole vinta 6-0 contro il Lussemburgo, nella nazionale delle Fær Øer hanno giocato assieme madre e figlia. La diciassettenne Eyðvør Klakstein entrò in campo al 61º minuto di gioco e giocò mezz'ora in nazionale assieme alla madre, Bára Skaale Klakstein, allora trentanovenne; entrambe avevano già giocato assieme a livello di club col KÍ.